# Villa Maarheeze
Villa Maarheeze is een rijksmonumentale villa in Wassenaar. 
De villa werd in 1915 door architect J.J. Brandes ontworpen en werd gebouwd in opdracht van oud Indië-ganger Gerardus Antonius van Putten.
De villa is gebouwd in traditionele Engelse landhuisstijl, wat zowel in de statige villa als de 
omliggende tuin terug te zien is.
In 2009 zijn de villa en de historische tuin volledig gerenoveerd en in oude glorie hersteld. De villa doet nu dienst als kantoorgebouw voor meerdere huurders. 

## Inlichtingendienst Buitenland
Van 1946 tot 1994 was hier het hoofdkwartier gevestigd van de Inlichtingendienst Buitenland (IDB), tot 1972 bekend onder de naam Buitenlandse Inlichtingendienst (BID), die in 1994 werd opgeheven. Over de geschiedenis van deze organisatie verscheen een boek  Villa Maarheeze van Cees Wiebes en Bob de Graaff.